# Катани, Луиджи
Луиджи Катани (итал. Luigi Catani; 7 ноября 1762, Прато — 17 декабря 1840, Флоренция) — итальянский живописец периода неоклассицизма флорентийской школы.

## Биография
Луиджи родился в Прато, Тоскана и умер во Флоренции. Его отец Стефано Катани был живописцем-квадратуристом (занимался декоративными росписями, создающими иллюзию продолжения архитектуры в воображаемом пространстве). Луиджи обучался рисунку и живописи в семейной мастерской, которая занималась декоративными работами, а затем стал учеником Пьетро Бенвенути.
Около 1800 года Луиджи Катани было поручено завершить росписи капеллы Мадонны дель Конфорто в соборе Ареццо. Он занимался декорированием интерьеров, писал фрески по всей Тоскане: в церквях и аристократических дворцах, в том числе Палаццо Инконтри в Сиене, Сан-Никколо в Прато, Виллы Медичи в Поджо-а-Кайано, Палаццо-дей-Серви, Палаццо делле Ченто, Палаццо Строцци Сакрати, Палаццо Вентури Джинори, Королевском дворце в Пизе и в капелле Барди церкви Санта-Мария-Маддалена-деи-Пацци.
В 1797 году Луиджи Катани был назначен профессором орнаментики в Академии изящных искусств, а с 1821 года состоял членом Общества Святого Луки (Società di San Luca).

## Галерея
- Паллада, спасающая Юность от праздности Венеры (по рисунку Пьетро да Кортона). 1789. Фреска плафона Библиотеки Рончионианы, Прато
- Юпитер-ребенок на Крите. 1819. Деталь росписи плафона Зала обучения Зевса. Палаццо Питти, Флоренция
- Иллюзорная квадратура Зала отца Стефана (Зала колонн). Монастырь Сан-Никколо, Прато
- Деталь росписи
- Деталь росписи. Монастырь Сан-Никколо, Прато
- Росписи гостиной Элизы Бакьокки, или графини Мирафьори. Вилла Поджо-а-Кайано
- Деталь фрески плафона вестибюля первого этажа виллы Поджо-а-Кайано